# Boqué (prefeitura)
Boqué (em francês: Boké) é uma prefeitura localizada na região de Boqué da Guiné. A capital é Boqué. A prefeitura abrange uma área de 10 720 quilômetros quadrados e tem uma população de 450 278 habitantes.

## Subprefeitura
A prefeitura é dividida administrativamente em 10 subprefeituras:
1. Boqué
2. Bintimodia
3. Dabis
4. Kamsar
5. Kanfarandé
6. Colabui
7. Malapuia
8. Sangarédi
9. Sansalé
10. Tanené